# Regierung Aragonès
Die Regierung Aragonès bildete vom 26. Mai 2021 bis zum 12. August 2024 die Regionalregierung von Katalonien. Sie wurde nach der Parlamentswahl 2021 gebildet und löste die Regierung Torra ab. Im Oktober 2022 schied der Koalitionspartner Junts aus der Regierung aus und es gab eine Kabinettsumbildung.

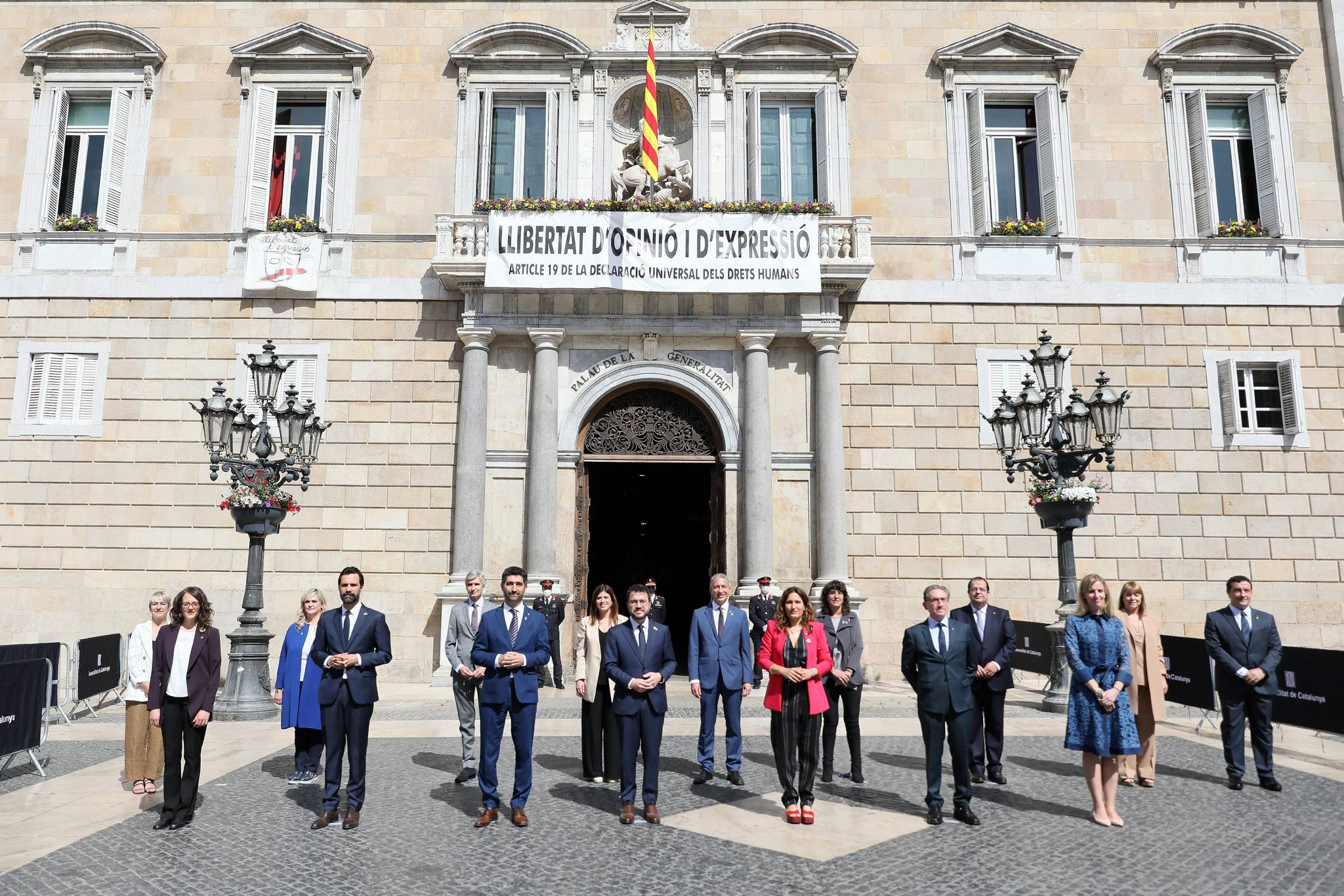
Regierungsmitglieder beim Amtsantritt

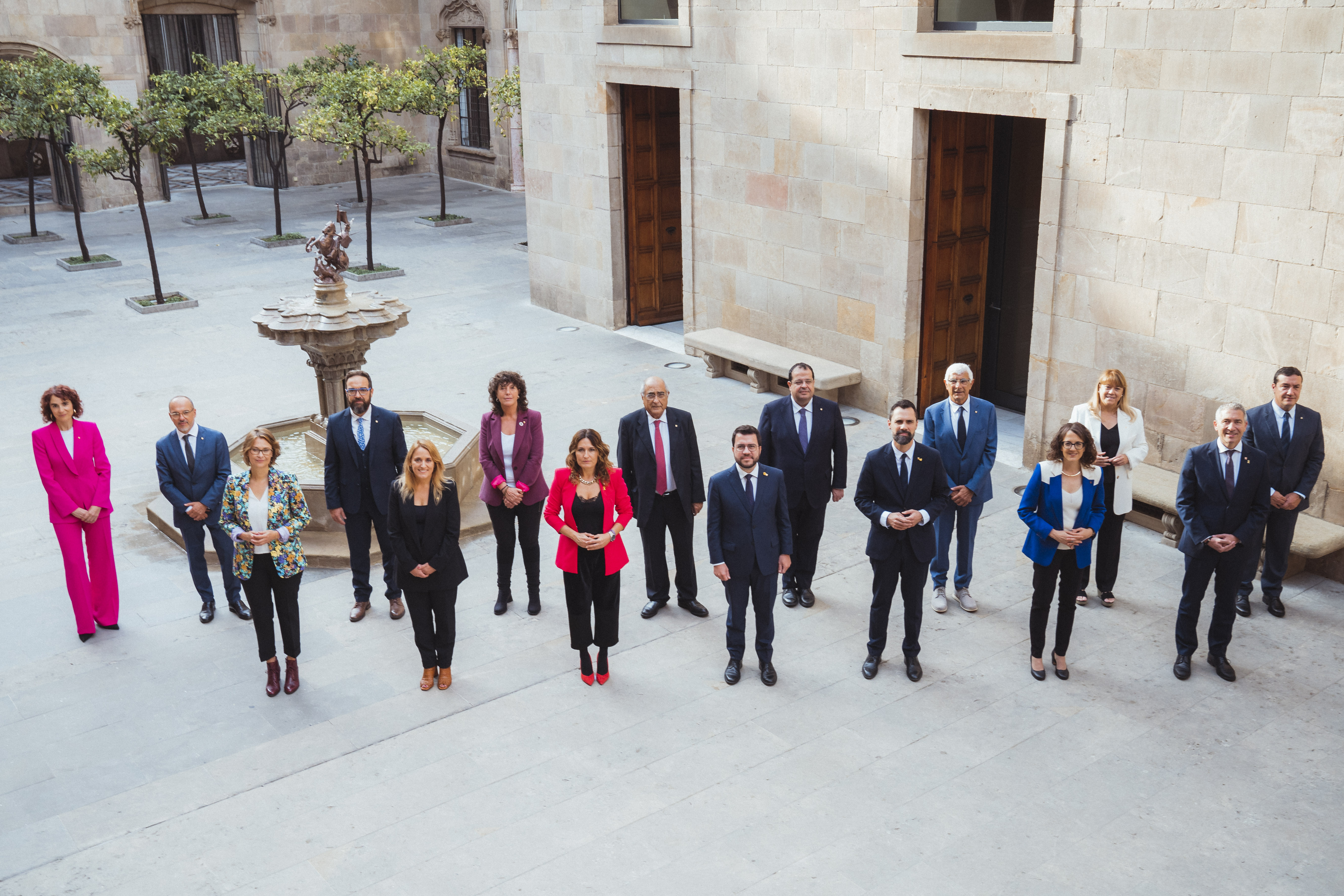
Regierungsmitglieder 2022/23

## Kabinettsmitglieder
| Amt | Foto | Name                                                             | Partei    |
| --- | ---- | ---------------------------------------------------------------- | --------- |
| Regionalpräsident                                                                                                |      | Pere Aragonès                                                    | ERC       |
| Vizepräsident/in                                                                                                 |      | Jordi Puigneró (bis 29. September 2022)                          | Junts     |
| Vizepräsident/in                                                                                                 |      | Laura Vilagrà (ab 23. Januar 2024)                               | ERC       |
| Ministerin für Präsidialangelegenheiten                                                                          |      | Laura Vilagrà                                                    | ERC       |
| Minister/in für Digitales und Regionales (bis 10. Oktober 2022) Minister/in für Regionales (ab 10. Oktober 2022) |      | Jordi Puigneró (bis 29. September 2022)                          | Junts     |
| Minister/in für Digitales und Regionales (bis 10. Oktober 2022) Minister/in für Regionales (ab 10. Oktober 2022) |      | Gemma Geis (1. Oktober 2022 bis 10. Oktober 2022, kommissarisch) | Junts     |
| Minister/in für Digitales und Regionales (bis 10. Oktober 2022) Minister/in für Regionales (ab 10. Oktober 2022) |      | Juli Fernández (11. Oktober 2022 bis 12. Juni 2023)              | ERC       |
| Minister/in für Digitales und Regionales (bis 10. Oktober 2022) Minister/in für Regionales (ab 10. Oktober 2022) |      | Ester Capella (ab 12. Juni 2023)                                 | ERC       |
| Minister für Unternehmen und Arbeit                                                                              |      | Roger Torrent                                                    | ERC       |
| Minister/in für Wirtschaft und Finanzen                                                                          |      | Jaume Giró (bis 10. Oktober 2022)                                | Junts     |
| Minister/in für Wirtschaft und Finanzen                                                                          |      | Natàlia Mas (ab 11. Oktober 2022)                                | Parteilos |
| Ministerin für Gleichberechtigung und Frauen                                                                     |      | Tània Verge                                                      | Parteilos |
| Ministerin für Auswärtiges und Transparenz (bis 2022) Ministerin für Auswärtiges und Europäische Union (ab 2022) |      | Victòria Alsina (bis 10. Oktober 2022)                           | Junts     |
| Ministerin für Auswärtiges und Transparenz (bis 2022) Ministerin für Auswärtiges und Europäische Union (ab 2022) |      | Meritxell Serret (ab 11. Oktober 2022)                           | ERC       |
| Minister/in für Bildung                                                                                          |      | Josep González (bis 12. Juni 2023)                               | ERC       |
| Minister/in für Bildung                                                                                          |      | Anna Simó (ab 12. Juni 2023)                                     | ERC       |
| Minister/in für Forschung und Universitäten                                                                      |      | Gemma Geis (bis 10. Oktober 2022)                                | Junts     |
| Minister/in für Forschung und Universitäten                                                                      |      | Joaquim Nadal (ab 11. Oktober 2022)                              | PSC       |
| Minister/in für Klimaschutz, Ernährung und ländliche Agenda                                                      |      | Teresa Jordà (bis 12. Juni 2023)                                 | ERC       |
| Minister/in für Klimaschutz, Ernährung und ländliche Agenda                                                      |      | David Mascort (ab 12. Juni 2023)                                 | ERC       |
| Minister für Gesundheit                                                                                          |      | Josep Maria Argimon (bis 10. Oktober 2022)                       | Parteilos |
| Minister für Gesundheit                                                                                          |      | Manel Balcells (ab 11. Oktober 2022)                             | Parteilos |
| Minister für Inneres                                                                                             |      | Joan Ignasi Elena                                                | Parteilos |
| Minister/in für Soziales                                                                                         |      | Violant Cervera (bis 10. Oktober 2022)                           | Junts     |
| Minister/in für Soziales                                                                                         |      | Carles Campuzano (ab 11. Oktober 2022)                           | Parteilos |
| Ministerin für Kultur                                                                                            |      | Natàlia Garriga                                                  | ERC       |
| Ministerin für Justiz (bis 2022) Ministerin für Justiz, Rechte und Erinnerung (ab 2022)                          |      | Lourdes Ciuró (bis 10. Oktober 2022)                             | Junts     |
| Ministerin für Justiz (bis 2022) Ministerin für Justiz, Rechte und Erinnerung (ab 2022)                          |      | Gemma Ubasart (ab 11. Oktober 2022)                              | Parteilos |
| Regierungssprecherin                                                                                             |      | Patrícia Plaja (ab 1. Juni 2021)                                 | Parteilos |
| Generalsekretär der Regierung                                                                                    |      | Xavier Bernadí                                                   | Parteilos |